# Forte da Imaculada Conceição
Fortaleza da Imaculada Conceição(em castelhano: El Castillo de la Inmaculada Concepción) é uma fortificação localizada na margem sul do rio San Juan, no município de El Castillo, ao sul da Nicarágua.
A fortaleza está situada a aproximadamente a seis quilômetros da fronteira com a Costa Rica. Foi concluído em 1675 como parte de uma série de fortificações ao longo do rio San Juan, para se defender dos ataques piratas à cidade de Granada (que pode ser alcançada navegando rio acima do Mar do Caribe ao longo do rio San Juan até o lago Nicarágua). O vilarejo de El Castillo e sua fortaleza eram estrategicamente importantes para a Capitania Geral da Guatemala até o final do século XVIII.